# ターラントFC1927
ターラントFC1927（Taranto Football Club 1927）は、イタリア・プーリア州ターラントのサッカークラブである。2021-22シーズンはセリエCに所属している。

## 歴史
1904年に創設されたプロ・イタリアと1911年に学生によって創設されたアウダーチェが1927年に合併し誕生。当初のクラブ名はASターラントだった。
1990年から3シーズンに渡ってセリエBに所属したが、1993年に財政破綻。アマチュアリーグに降格した。
2021年6月13日、最終節で勝利しセリエD ・ジローネHを首位で終えセリエC昇格。3部リーグは2011-12シーズンに所属して以来の10年ぶりとなる。

## タイトル

### 国内タイトル
- セリエC: 1回
  - 1953-54
- セリエD・スクデット: 1回
  - 1994-95

### 国際タイトル
無し

## 過去の成績
| シーズン | ディビジョン        | ディビジョン | ディビジョン | ディビジョン | ディビジョン | ディビジョン | ディビジョン | ディビジョン | ディビジョン | コッパ・イタリア |
| シーズン | リーグ              | 試           | 勝           | 分           | 敗           | 得           | 失           | 勝ち点       | 順位         | コッパ・イタリア |
| -------- | ------------------- | ------------ | ------------ | ------------ | ------------ | ------------ | ------------ | ------------ | ------------ | ---------------- |
| 2017-18  | セリエD ・ジローネH | 34           | 21           | 5            | 8            | 62           | 38           | 68           | 4位          | —                |
| 2018-19  | セリエD ・ジローネH | 34           | 21           | 8            | 5            | 65           | 28           | 71           | 3位          | —                |
| 2019-20  | セリエD ・ジローネH | 26           | 12           | 4            | 10           | 32           | 21           | 40           | 6位          | —                |
| 2020-21  | セリエD ・ジローネH | 34           | 19           | 12           | 3            | 50           | 23           | 69           | 1位          | —                |
| 2021-22  | セリエC ・ジローネC | 36           | 8            | 15           | 13           | 31           | 40           | 39           | 15位         | —                |
| 2022-23  | セリエC ・ジローネC |              |              |              |              |              |              |              | 位           |                  |